# Marcelo Valle Silveira Mello
Marcelo Valle Silveira Mello (Brasília, 9. avgusta 1985) je brazilski varnostni heker. Aretirali so ga leta 2018 med Operação Bravata zaradi spodbujanja k nasilju. Trenutno prestaja 41 letno kazen.
Marcelo je nekdanji študent IT-ja spodbujal k nasilnim dejanjem in objavljanju slik umora in pedofilije od leta 2005, ko je bil aktiven v družbenem omrežju Orkut. Leta 2009 je postal prvi Brazilec, ki je na internetu odgovarjal za zločine rasizma. Domnevno naj bi bil v stiku z Welligtonom Menezesom de Oliveiro, ki je leta 2011 ubil 12 otrok v občinski šoli Tasso da Silveira v Realengu v Rio de Janeiru. Prvotno je bil aretiran leta 2012, izpuščen leta 2013, ponovno pa pridržan leta 2018, ko je živel v Curitibi. Nekaj let je grozil in napadal argentinsko Dolores Aronovich, profesorico na zvezni univerzi v Ceará, ki je magistrirala iz angleščine in leta obsojala Marcelove prakse. Dejanja Dolores, znana kot Lola, so navdihnila zakon 13,642 / 2018, ki je bil sankcioniran lani, in pooblastil zvezno policijo, da razišče mizoginijo na internetu.